# УЗС
УЗС — установка завинчивания свай. Предназначена для устройства опор мостов на винтовых сваях. Установка позволяет завинчивать сваи как перпендикулярно, так и под углом. Возможна работа с плавучей базы.

## Техническое описание
В комплект входят:
- базовый автомобиль (Урал-4320);
- гидрокабестан непрерывного действия — 2 шт.;
- гидрокран с внешними опорами;
- запасные инструменты и принадлежности (ЗИП).

Для работы на воде установке придаётся оборудование плавбазы.

### Технические характеристики
| Показатель                                       | Значение  |
| ------------------------------------------------ | --------- |
| количество одновременно забиваемых свай          | 2         |
| рабочее давление в гидросистеме                  | 13,5 МПа  |
| расчёт                                           | 5 чел     |
| время развёртывания на суше                      | 30 мин    |
| время развёртывания на воде                      | 120 мин   |
| производительность при забивке свай              | 3-4 шт./ч |
| время завинчивания двух свай на глубину до 3,5 м | 40 мин    |